# Tropicale Amissa Bongo
La Tropicale Amissa Bongo est une compétition cycliste internationale par étapes organisée au Gabon. Elle fait partie de l'UCI Africa Tour en catégorie 2.1.

## Histoire
La Tropicale Amissa Bongo est créée en 2006 en l'honneur d'Amissa Bongo, la fille du président du Gabon d'alors, Omar Bongo. Organisée à la fin du mois de janvier, la course attire principalement des équipes nationales africaines, mais aussi quelques équipes professionnelles européennes, et notamment françaises. Celles-ci voient dans cette course l'occasion de parfaire en compétition leur préparation pour la saison européenne. 
Des huit premières éditions de la course, seule la première n'a pas été remportée par un coureur français. La victoire y est cependant revenue à Jussi Veikkanen, coureur finlandais de l'équipe française La Française des jeux. Cette équipe a remporté les quatre premières éditions de la course, mais n'y a pas participé en 2010.
Natnael Berhane, vainqueur de l'édition 2014 est le premier coureur africain à remporter l'épreuve.
En octobre 2023, quelques semaines après le coup d'État militaire renversant le président réélu Ali Bongo, les organisateurs de l'épreuve annoncent l'annulation de l'édition 2024.

## Palmarès
| Année | Vainqueur          | Deuxième            | Troisième             |                  |
| ----- | ------------------ | ------------------- | --------------------- | ---------------- |
| 2006  | Jussi Veikkanen    | Frédéric Guesdon    | Evgueni Sokolov       |                  |
| 2007  | Frédéric Guesdon   | Pierre Rolland      | Jussi Veikkanen       |                  |
| 2008  | Lilian Jégou       | Yann Pivois         | Rony Martias          |                  |
| 2009  | Matthieu Ladagnous | Filipe Cardoso      | Pierre Rolland        |                  |
| 2010  | Anthony Charteau   | Ian McLeod          | Julien Loubet         |                  |
| 2011  | Anthony Charteau   | Andy Cappelle       | Adil Jelloul          |                  |
| 2012  | Anthony Charteau   | Meron Russom        | Adil Jelloul          |                  |
| 2013  | Yohann Gène        | Soufiane Haddi      | Gaëtan Bille          |                  |
| 2014  | Natnael Berhane    | Luis León Sánchez   | Egoitz García         |                  |
| 2015  | Rafaâ Chtioui      | Giovanni Bernaudeau | Abdelkader Belmokhtar |                  |
| 2016  | Adrien Petit       | Andrea Palini       | Anthony Delaplace     |                  |
| 2017  | Yohann Gène        | Tesfom Okubamariam  | Nikodemus Holler      |                  |
| 2018  | Joseph Areruya     | Nikodemus Holler    | Damien Gaudin         |                  |
| 2019  | Niccolò Bonifazio  | Lorrenzo Manzin     | André Greipel         |                  |
| 2020  | Jordan Levasseur   | Natnael Tesfatsion  | Emmanuel Morin        |                  |
| 2021  | annulé/abandonné   | annulé/abandonné    | annulé/abandonné      | annulé/abandonné |
| 2022  | annulé/abandonné   | annulé/abandonné    | annulé/abandonné      | annulé/abandonné |
| 2023  | Geoffrey Soupe     | Hamza Amari         | Christopher Lagane    |                  |

## Statistiques
| Victoires | Coureur          | Pays   | Années             |
| --------- | ---------------- | ------ | ------------------ |
| 3         | Anthony Charteau | France | 2010, 2011 et 2012 |
| 2         | Yohann Gene      | France | 2013 et 2017       |

| Victoires | Pays                                        |
| --------- | ------------------------------------------- |
| 11        | France                                      |
| 1         | Érythrée, Finlande, Italie, Rwanda, Tunisie |